# Homoeoneuria alleni
Homoeoneuria alleni is een haft uit de familie Oligoneuriidae. De wetenschappelijke naam van de soort is voor het eerst geldig gepubliceerd in 1980 door Pescador & Peters.
De soort komt voor in het Nearctisch gebied.